# Agostino Merico
|  | Dieser Artikel wurde aufgrund von formalen oder inhaltlichen Mängeln in der Qualitätssicherung Biologie zur Verbesserung eingetragen. Dies geschieht, um die Qualität der Biologie-Artikel auf ein akzeptables Niveau zu bringen. Bitte hilf mit, diesen Artikel zu verbessern! Artikel, die nicht signifikant verbessert werden, können gegebenenfalls gelöscht werden. Lies dazu auch die näheren Informationen in den Mindestanforderungen an Biologie-Artikel. |

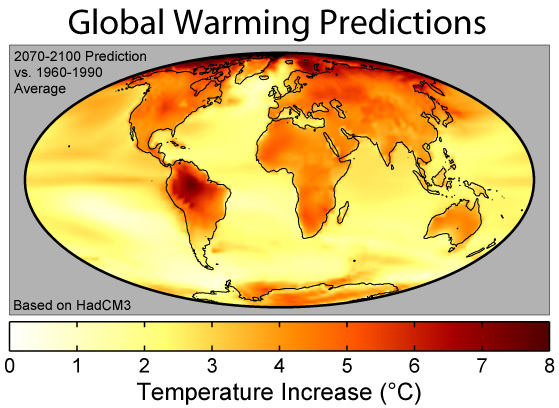
Globale Erwärmung der Meere auf Grundlage der IS92a Projektion. Merico modellierte die Auswirkungen abiotischer Änderungen auf marine großflächige Ökosysteme und die sich daraus ergebenden Verschiebung z. B. im Nahrungsnetz.

Agostino Merico ist ein italienischer Professor für Ökologische Modellierung und Ökologie am Leibniz-Zentrum für Marine Tropenökologie und Associate Professor an der Jacobs University Bremen.
Merico erreichte 1995 den Grad des Masters in Physics an der Universität Turin. 2003 erreichte er den Ph.D. in Ocean & Earth Science an der University of Southampton, UK. 2005 bis 2010 arbeitet er mit einem Stipendium am GKSS Geesthacht.

## Publikationen
Auswahl an Fachartikeln:
- Agostino Merico, Toby Tyrrell und Tulay Cokacar: Is there any relationship between the phytoplankton seasonal dynamics and the carbonate system? In: Journal of Marine Systems. Band 59, Nr. 1–2, 2006, S. 120–142, doi:10.1016/j.jmarsys.2005.11.004
- Merja H. Schlüter, Agostino Merico, Karen H. Wiltshire, Wulf Greve und Hans von Storch: A statistical analysis of climate variability and ecosystem response in the German Bight. In: Ocean Dynamics. Band 58, Nr. 3–4, 2008, S. 169–186, doi:10.1007/s10236-008-0146-5
- Agostino Merico, Jorn Bruggeman und Kai Wirtz: A trait-based approach for downscaling complexity in plankton ecosystem models. In: Ecological Modelling. Band 220, Nr. 21, 2009, S. 3001–3010, doi:10.1016/j.ecolmodel.2009.05.005
- Tian Tiana, Agostino Mericoa, Jian Sua, Joanna Stanevaa, Karen Wiltshire und Kai Wirtza: Importance of resuspended sediment dynamics for the phytoplankton spring bloom in a coastal marine ecosystem. In: Journal of Sea Research. Band 62, Nr. 4, 2009, S. 214–228, doi:10.1016/j.seares.2009.04.001.
- Merja H. Schlüter, Agostino Merico, Marcel Reginatto, Maarten Boersma, Karen H. Wiltshire und Wulf Greve: Phenological shifts of three interacting zooplankton groups in relation to climate change. In: Global Change Biology. Band 16, Nr. 11, 2010, S. 3144–3153, doi:10.1111/j.1365-2486.2010.02246.x